# Asse (fiume)
L'Asse è un fiume della Francia che scorre interamente nella regione Provenza-Alpi-Costa Azzurra, nel dipartimento delle Alpi dell'Alta Provenza. Sfocia nella Durance, dopo un percorso di 75 km circa.

## Etimologia
Il nome è formato sull'idronomo preceltico * As, citato nel 1241 (Assa).

## Geografia
Esso si congiunge alla Durance a valle di Oraison. Il fiume è formato dalla confluenza di "tre Asse": l'Asse di Clumanc (a nord), l'Asse di Moriez (a nord-est) e l'Asse di Blieux (est e sud-est).
Il suo corso è di 75.3 km.
Passa dinnanzi ai comuni di Moriez, Barrême, i villaggi di Norante e Chabrières, Mézel, Estoublon, Bras-d'Asse, Saint-Julien-d'Asse. Altri villaggi, come Blieux o Brunet, sono disposti sull'altura della valle per evitare le piene dell'Asse.
La strada ferrata chemins de fer de Provence (linea Nizza-Digne) lo costeggia per 28 chilometri, da Moriez fino alla stazione di Mézel-Châteauredon, e la strada nazionale RN85 ("strada di Napoleone") per 26 chilometri, dalla Tuilière (hameau di Senez, sull'Asse di Blieux) a Châteauredon.

### Comuni e cantoni attraversati
L'Asse attraversa sedici comuni
- Barrême, Mézel, Beynes, Bras-d'Asse, Brunet, Châteauredon, Chaudon-Norante, Clumanc, Entrages, Estoublon, Oraison, Saint-Julien-d'Asse, Saint-Lions, Tartonne, Valensole

## Affluenti

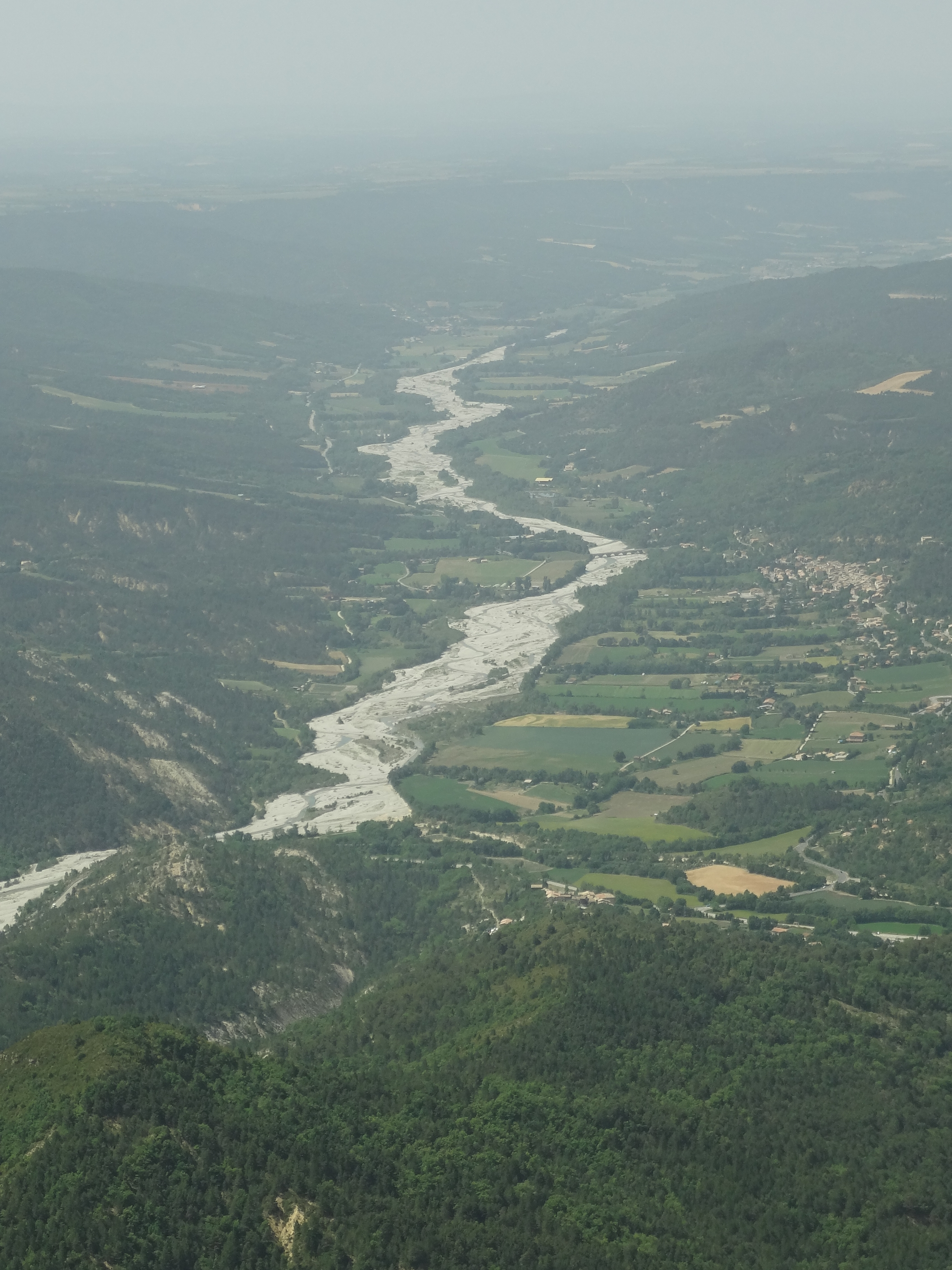
Valle dell'Asse (tra Châteauredon e Mézel).

L'Asse ha 23 affluenti.

## Idrologia
Gli Asse hanno un regime idrogeologico tipico delle Alpi meridionali e tributario delle precipitazioni nevose sulla parte alta del bacino idrografico. I periodi di magra possono essere duri e portare alla secca del fiume, in particolare l'Asse di Moriez.

## Storia
L'Asse ha conosciuito delle piene eccezionali nel gennaio e nell'autunno del 1994, provocando l'entrata in funzione del "piano Orsec"..

## Attraversamenti

Ponti e passerelle che attraversano l'Asse.
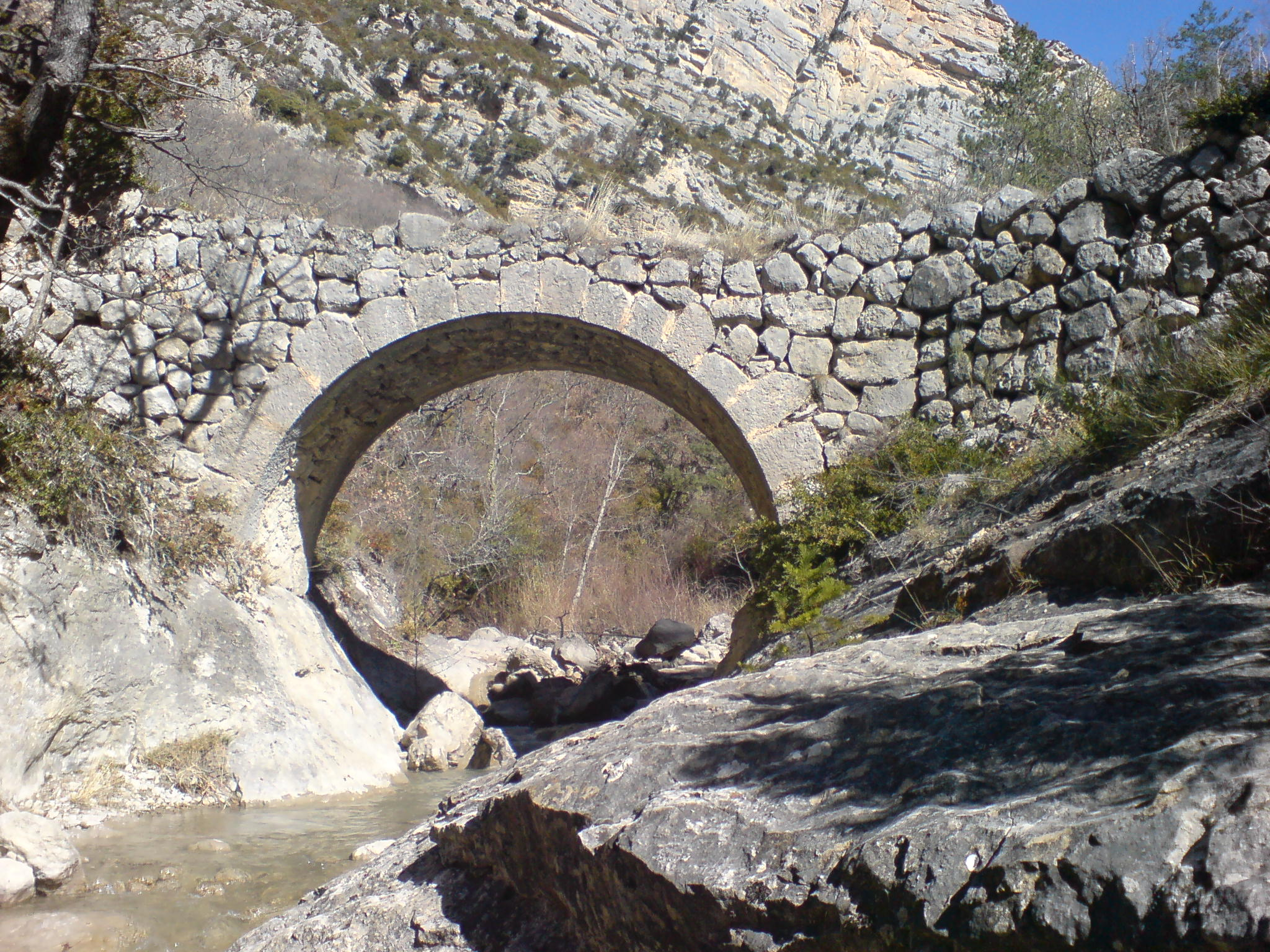
Ponte mulattiero costruito nel XIX secolo.
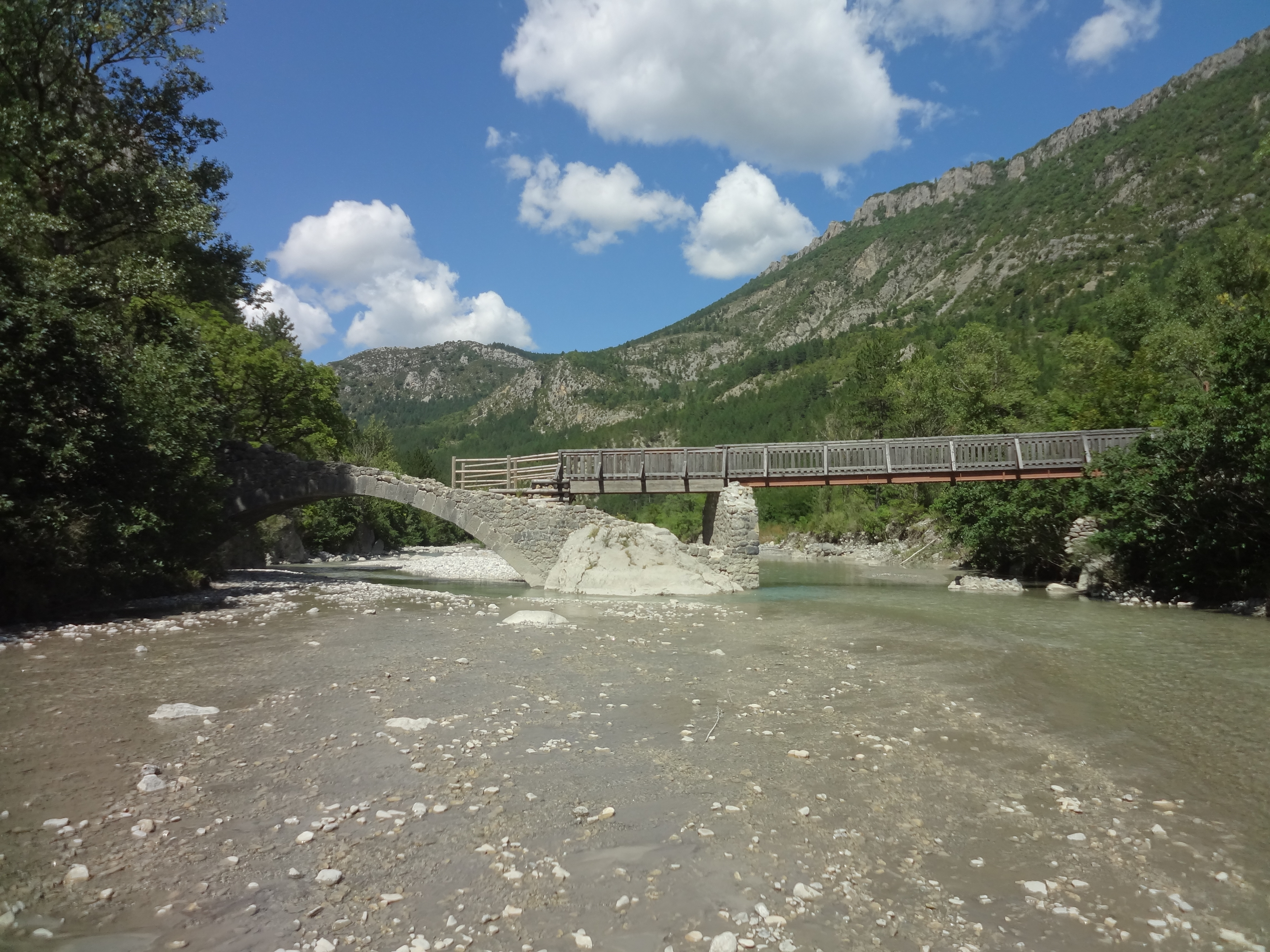
Passerella pedonale creata sui pilastri restanti d'un ponte mulattiero distrutto da una piena.